# Sicherheitstechnik (Studienfach)
Das Studienfach Sicherheitstechnik befasst sich mit den Risiken der modernen Industriegesellschaft, denen Mensch oder Umwelt ausgesetzt sind. Es fokussiert auf alle Gefahren, die mit dem Gebrauch der Technik, dem Betrieb industrieller Anlagen oder mit Gefahrgut verbunden sind. Die Sicherheitstechnik sorgt dafür, dass nach Möglichkeit keine Schäden auftreten.

## Studienfach
Technische Erzeugnisse sind häufig mit Gefährdungen verbunden, so dass Sachschäden oder Körperverletzungen entstehen können. Die unmittelbare Sicherheitstechnik erhebt den Anspruch, die technischen Erzeugnisse so zu gestalten, dass sie ungefährlich sind. 
Falls dies nicht möglich ist, wird durch mittelbare Sicherheitstechnik und Schutzeinrichtungen die  Gefährdung auf ein gemeinhin akzeptiertes Maß reduziert. Wenn unmittelbare und mittelbare Vorkehrungen nur unvollständig zum Schutz führen, warnt die hinweisende Sicherheitstechnik mit Signalen und Hinweisschildern vor den drohenden Gefahren.

## Berufsbild
Absolventen des Studienfachs sind in allen Branchen vielseitig einsetzbar. Der Sicherheitsingenieur ist zuständig für Arbeitssicherheit, Brandschutz, Umweltsicherheit und Strahlenschutz. Zudem kann er als Berater, Gutachter, Entwicklungs- und Laboringenieur sowie in Aufsichts- und Prüftätigkeiten aktiv sein. Weitere Stellen sind bei den Berufsgenossenschaften, staatlichen Aufsichtsbehörden, Versicherern und Feuerwehren zu finden.
Aufgrund ihrer Hochschul- oder Fachhochschulausbildung erfüllen die Sicherheitsingenieure nach einjähriger praktischer Tätigkeit alle Anforderungen der Deutschen Gesetzlichen Unfallversicherung (DGUV) und erlangen die sicherheitstechnische Fachkunde (SiFa), um als Fachkraft für Arbeitssicherheit (FASi) tätig zu sein. 
Zum Berufsbild gehört auch die Techniker- und Meistersausbildung mit sicherheitstechnischer Fachkunde, deren Aufgaben durch das Arbeitssicherheitsgesetz definiert sind.

## Ausbildungsplätze
Das Studium der Sicherheitstechnik ist seit 1975 an der Bergischen Universität Wuppertal in der Fakultät für Maschinenbau und Sicherheitstechnik möglich. Der Bachelor of Science in Sicherheitstechnik ist ein berufsqualifizierender Abschluss nach sechs Semestern. 
Ein Master ist nach vier weiteren Semestern möglich mit den Schwerpunkten Sicherheitstechnik, Arbeitssicherheit, Umweltsicherheit, Bevölkerungsschutz und Brandschutz oder auch ein Master in Qualitätsingenieurwesen.
Darüber hinaus kann eine Promotion erlangt werden, je nach Schwerpunkt der Dissertation Dr.-Ing. als Doktoringenieur, Dr. rer. sec. als doctor rerum securitatis oder Dr. phil. als doctor philosophiae. Bis 2002 bestand ein Diplomingenieurstudiengang mit den Schwerpunkten Arbeitssicherheit, Umweltschutz, Verkehrssicherheit und Brand- und Explosionsschutz. 
Seit 1999 bietet die Duale Hochschule Baden-Württemberg DHBW in Karlsruhe die Fachrichtung Arbeitssicherheit im Studiengang Sicherheitswesen an, der Bachelor of Science ist gegliedert in Umwelttechnik und Strahlenschutz. Das Studium besteht aus sechs Semestern mit Theorie- und Praxisphasen, Studierende erhalten durch den dualen Partner eine Ausbildungsvergütung.
Zum Wintersemester 2003/2004 wurden die ersten Studierenden im damals neuen Studiengang Sicherheit und Gefahrenabwehr in Magdeburg immatrikuliert. Der Studiengang wird in Kooperation an der Otto-von-Guericke Universität, der Hochschule Magdeburg-Stendal und dem Institut für Brand- und Katastrophenschutz in Heyrothsberge angeboten. Im Jahr 2023 wurde im Rahmen eines Festtags das 20-jährige Jubiläum gefeiert. 
Seit dem Wintersemester 2007/2008 wird der Studiengang Security & Safety Engineering (Sicherungs- und Sicherheitstechnik) mit dem Bachelor of Science an der Hochschule Furtwangen University, Fakultät „Gesundheit, Sicherheit, Gesellschaft“ (GSG) angeboten. Das Studium umfasst sieben Semester, das fünfte ist ein Praxissemester.
Seit 2014 bietet die Hochschule Ruhr West in Mülheim an der Ruhr das Studium der Sicherheitstechnik an. Zurzeit besteht die Möglichkeit, den Abschluss Bachelor of Science Sicherheitstechnik  nach 7 Semestern inkl. Praxissemester zu absolvieren. 
Das Sicherheitsingenieurwesen der Hochschule Trier im Fachbereich Maschinenbau umfasst sechs Semester und endet im Unterschied zur Universität Wuppertal mit dem akademischen Grad „Bachelor of Engineering“.